# پایگاه نیروی هوایی افونسوس
پایگاه نیروی هوایی افونسوس (به انگلیسی: Afonsos Air Force Base) (به زبان بومی: Base Aérea dos Afonsos) یک فرودگاه نظامی: پایگاه نیروی هوایی است که یک باند فرود بتن دارد و طول باند آن ۲۰۰۱ متر است. این فرودگاه در شهر ریو دوژانیرو کشور برزیل قرار دارد و در ارتفاع ۳۴ متری از سطح دریا واقع شده است.